# Cyrillus Kreek
Cyrillus Kreek (ur. 3 grudnia 1889 w Võnnu, zm. 26 marca 1962 w Haapsalu)  – estoński kompozytor i dyrygent chóralny.

## Życiorys
Podstawy muzyki opanował podczas nauki w szkole parafialnej przy cerkwi św. Marii Magdaleny w rodzinnym Haapsalu, gdzie był też dyrygentem chóru cerkiewnego. Od 1908 studiował w Konserwatorium Petersburskim grę na puzonie u F. Türnera i P. Wołkowa, a następnie kompozycję i teorię pod kierunkiem Wasilija Kalafatiego, Jāzepsa Vītolsa i Michaiła Czernowa. Studiów nie ukończył z powodu wybuchu rewolucji. 
W 1917 wrócił do Estonii. Do końca życia pracował w Haapsalu, Rakvere, Tartu i Tallinie jako nauczyciel muzyki i dyrygent chóralny . Odznaczony Orderem Estońskiego Czerwonego Krzyża IV Klasy (1939). Przez krótki czas był także wykładowcą w Konserwatorium w Tallinnie (1940–1941, 1944–1950), a w 1947 mianowano go profesorem nadzwyczajnym i powierzono zarządzanie Wydziałem Teorii Muzyki . Został jednak zmuszony do rezygnacji z tego stanowiska, gdyż władza radziecka widziała w nim „burżuazyjnego nacjonalistę”.

## Twórczość
Twórczość Kreeka obejmuje głównie muzykę wokalną oraz aranżacje estońskiej muzyki ludowej na utwory chóralne, łączące spontaniczność folkloru z klasycznymi technikami kompozycyjnymi. Uznawany jest za współautora (wraz z Martem Saarem) charakterystycznego estońskiego stylu chóralnego, opartego na nieco nieregularnych rytmach estońskich pieśni ludowych . Razem z takimi kompozytorami estońskimi, jak Rudolf Tobias, Artur Kapp, Heino Eller i Mart Saar, wywarł ogromny wpływ na rozwój narodowej muzyki estońskiej.
Był także jednym z najważniejszych innowatorów estońskiej muzyki chóralnej. Wprowadził tradycję pisania wielkich form chóralnych, bardzo cenionych przez estońskich kompozytorów, np. pieśni Talvine õhtu (A Winter's Evening, 1915) i Maga, maga, Matsikene (Sleep, Little Mats, 1922). Komponował również muzykę sakralną. Melodyka pieśni Paabeli jõgede kaldail (Nad rzekami Babilonu, 1944), będącej jednym z Psalmów Dawida, oparta jest na wokalnych tradycjach Cerkwi prawosławnej. 
Współcześnie wpływy muzyki Kreeka można dostrzec w twórczości kilku pokoleń muzyków, w tym m.in. kompozytorów Veljo Tormisa i Arvo Pärta, a także wielu estońskich muzyków jazzowych.